# Elgeka-Ferfelis
Elgeka-Ferfelis este una dintre cele mai mari companii de distribuție din sectorul bunurilor de larg consum din România.
Acționarii Elgeka Ferfelis România sunt Elgeka (Cipru), cu o participație de 50,02%, și Illian Services, cu 49,98%.
Compania grecească Elgeka este listată la Bursa din Atena și a avut afaceri consolidate de 215,6 milioane euro în anul 2007.
Compania a intrat pe piața din România în anul 2002.
Din 2006, Elgeka-Ferfelis și-a extins operațiunile și pe piețele externe, prin deschiderea a două subsidiare în Bulgaria și Republica Moldova.
În anul 2009, compania opera 12 filiale în România, având în total circa 500 de angajați.
Cifra de afaceri:
- 2009: 70,7 milioane euro[3]
- 2008: 70 milioane euro[4]
- 2007: 57 milioane euro[1]